# Райналд I (Бар)
Райналд I Еднооки (на немски: Rainald I. der Einäugige, на френски: Renaud le Borgne; * ок. 1080, † 10 март 1149 по Средиземно море) от Дом Скарпон, е от 1102/1105 г. граф на Бар, на Мусон, Вердюн и в Алткирх, също фогт на „Ст. Пиеремонт“.

## Живот
Той е син на граф Дитрих от Мусон († 1105) и съпругата му Ерментруда Бургундска († 1105), дъщеря на граф Вилхелм I от Бургундия.
След подялба на наследството Райналд I става през 1102 г. граф на Мусон.
При приемането на Вердюн, той не е приет от гражданите. При конфликт Райналд I загубва едното си око. Той се кара много с епископа на Вердюн.
През 1113/1114 г. е затворен от император Хайнрих V. Той прави поклонение и подарява абатството Ривал/Комерци.
Райналд I е противник на Лотарингия. От 1147 г. той участва със синовете си Райналд II и Дитрих, и брат си Стефан във Втория кръстоносен поход и умира по време на завръщането си по Средиземно море.

## Фамилия
Първи брак: ок. 1110 г. с жена с неизвестно име и има:
- син (* 1113; † пр. 1120)

Втори брак: ок.1120 г. с Гизела от Водемон (* 1090; † сл. 1141), вдовица на Ренард III, граф на Тул, дъщеря на граф Герхард I от Водемон от Дом Шатеноа и Хедвига от Егисхайм († 1126), дъщеря на Герхард, граф на Егисхайм и Дагсбург, който е брат на папа Лъв IX. Те имат децата:
- Хуго († септември 1141 в Буйон)
- Клеменция († сл. 1183), омъжена I. ок. 1140 г. за граф Райналд фон Клермон-ан Бовези († ок. 1162), II. за Тибо граф фон Крепи († 1182)
- дъщеря, омъжена за вилдграф Конрад I фон Кирбург († 1170)
- Стефани (* ок. 1144; † пр. 1178), наследничка, омъжена пр. 22 октомври 1144 г. за граф Хуго III де Бруа и Шатовилен († сл. 1199)
- Агнес († сл. 1178/95), омъжена ок. 1140 г. за граф Алберт I фон Шини († 1162)
- Райналд II (* ок. 1115; † 25 юли 1170), от 1150 г. граф на Бар, женен 1155 г. за Агнес дьо Шампан (* 1138; † 7 август 1207), дъщеря на Тибо IV Велики
- Дитрих († 1171), 54. епископ на Мец (1163 – 1171)